# Luis Bossay
Luis Bossay Leiva (Valparaíso, 3 de diciembre de 1912 - Santiago, 7 de agosto de 1986) fue un abogado y político chileno, miembro del Partido Radical (PR). Se desempeñó como diputado, senador y, ministro de Estado durante el gobierno del presidente Gabriel González Videla. Fue candidato a la presidencia de la República en la elección de 1958, en la cual resultó en cuarto lugar.

## Primeros años de vida
Nació el 3 de diciembre de 1912 en Valparaíso, hijo de Pedro Bossay y de María C. Leiva. Realizó sus estudios primarios y secundarios en el Liceo de Hombres de Valparaíso (actual Liceo Eduardo de la Barra). Posteriormente, cursó hasta cuarto año de Leyes en el Curso Fiscal en Valparaíso y luego en la Escuela de Derecho de Universidad de Chile, sede Valparaíso, donde se licenció en ciencias jurídicas y sociales y, se tituló de abogado.
En el ámbito laboral, se dedicó a actividades empresariales. En 1935 impulsó la gestión de la firma Bossay Hnos, en Valparaíso, que más tarde se transformó en la Sociedad Comercial Bossay Importadores y Cía. dedicada a la comercialización de artículos eléctricos con sede en este puerto y en la capital. También se desempeñó como director de los establecimientos Metalúrgicos Renca Ltda.
Se casó con Marta Elena Hoedi Fontbona, con quien tuvo tres hijos: Luis Rodolfo, Marta y Pedro Félix.

## Carrera política
Inició sus actividades políticas durante su etapa universitaria al ingresar al Partido Radical (PR) en Valparaíso, donde ocupó prácticamente todos los cargos. Organizó la federación de estudiantes porteños y fue su presidente. Allí organizó la Juventud Radical (JR), del que fue presidente desde 1932. En 1938 fue dirigente de la campaña presidencial de Pedro Aguirre Cerda. Al año siguiente, fue elegido como presidente de la Asamblea Radical de Valparaíso, de la 1° Convención de la Juventud Radical realizada en Santiago y de toda la Juventud Radical del país.
En las elecciones parlamentarias de 1941, fue elegido diputado por la 6.ª Agrupación Departamental (correspondiente a los departamentos de Valparaíso y Quillota), por el período legislativo 1941-1945. Durante su gestión integró las Comisiones de Economía y Comercio; y Especial Investigadora de Irregularidades de Aduanas y Puertos entre 1944 y 1945. También fue miembro suplente del Comité Parlamentario Radical en 1941 y miembro integrante de este mismo en 1943.
En las elecciones parlamentarias de 1951, fue reelegido como diputado por la misma 6.ª Agrupación Departamental, por el período de 1945-1949. Durante esta labor formó parte de las Comisiones de Economía y Comercio; de Vías y Obras Públicas; de Trabajo y Legislación Social; de Hacienda; y de Industrias y Comercio. Además fue miembro de la Comisión Especial que estudió el proyecto del Comisariato General de Subsistencias y Precios (1947) y Especial de petróleo (1949-1950).
Paralelamente, durante el gobierno del presidente Gabriel González Videla, el 3 de noviembre de 1946 fue designado como ministro de Trabajo, ejerciendo hasta el 14 de enero de 1947, fecha en que fue nombrado como ministro de Economía y Comercio hasta el 2 de agosto de ese año. Al mismo tiempo, desde el 24 de junio de 1947 fue nombrado como ministro de Relaciones Exteriores, en calidad de subrogante (s), sirviendo hasta el 14 de julio de ese año.
En las elecciones parlamentarias de 1949, fue nuevamente reelegido como diputado por la misma 6.ª Agrupación Departamental, por el período de 1949-1953. Siguió participando de las Comisiones de Economía y Comercio, de Hacienda y de Industrias y Comercio y se incorporó a las Comisiones de Defensa Nacional y de Policía Interior. Dentro de su colectividad asumió la presidencia en 1952. En la elección presidencial de ese año, apoyó la candidatura de su compañero de partido Pedro Enrique Alfonso.
En las elecciones parlamentarias de 1953, fue elegido esta vez como senador por la 3.ª Agrupación Departamental (Aconcagua y Valparaíso), por el periodo 1953-1961. En esta oportunidad fue miembro de la Comisión Mixta de Presupuesto.
En la elección presidencial en 1958 se presentó como candidato a la presidencia de la República apoyado por su partido y por el Partido Democrático, pero fue derrotado por el independiente (apoyado por el Partido Liberal y el Partido Conservador Unido) Jorge Alessandri. En esas elecciones obtuvo el cuarto lugar, logrando 192.077 votos, equivalentes al 15,55 % de los sufragios.
Para las elecciones parlamentarias de 1961, obtuvo la reelección como senador por la misma Agrupación Departamental, por el periodo 1961-1969; y se mantuvo en la Comisión Mixta de Presupuesto. En 1963 fue designado como presidente de la delegación chilena a la Asamblea General de la Naciones Unidas (ONU). Asimismo, en 1965 viajó a Ottawa a la 54.ª Conferencia Interparlamentaria Mundial.
las elecciones parlamentarias de 1969, obtuvo una última reelección senatorial por la misma zona, por el período 1969-1977. En agosto de 1971 renunció a su partido y se integró al Movimiento Radical Independiente de Izquierda, posteriormente Partido Izquierda Radical (PIR), y que más tarde se hizo conocida como Partido Socialdemocracia Chilena. Sin embargo no logró finalizar su periodo parlamentario debido al golpe de Estado del 11 de septiembre de 1973, y la consecuente disolución del Congreso Nacional, el 21 de septiembre de ese año.
Entre las numerosas actividades educacionales que patrocinó le correspondió organizar el Club Cultural de Valparaíso, del cual fue presidente. También, fue masón y perteneció a la Gran Logia de Chile.
Una de sus últimas acciones políticas ocurrió el 14 de marzo de 1983, cuando puso su firma en el Manifiesto Democrático, documento que reunió a varios dirigentes de partidos opositores a la dictadura militar del general Augusto Pinochet, y que a mediados de ese año derivó en la formación de la Alianza Democrática.
Falleció en Santiago de Chile el 7 de agosto de 1986 producto de un cáncer de páncreas. Durante el gobierno del presidente Patricio Aylwin, se promulgó la ley n.º 19.051, publicada el 1 de abril de 1991, la cual autorizó la erección de un monumento en su nombre en la ciudad de Valparaíso.

## Historial electoral

### Elecciones parlamentarias de 1969
- Elecciones parlamentarias de 1969, candidato a senador la Tercera Agrupación Provincial, Valparaíso y Aconcagua. (Fuente: diario El Mercurio, 4 de marzo de 1969).